# Xanthopleura sandion
Xanthopleura sandion är en fjärilsart som beskrevs av Druce 1883. Xanthopleura sandion ingår i släktet Xanthopleura och familjen björnspinnare. Inga underarter finns listade i Catalogue of Life.